# Polymerus nigropallidus
Polymerus nigropallidus är en insektsart som beskrevs av Knight 1923. Polymerus nigropallidus ingår i släktet Polymerus och familjen ängsskinnbaggar. Inga underarter finns listade i Catalogue of Life.